# Troublemaker (chanson de Taio Cruz)
Pour les articles homonymes, voir Troublemaker.
Singles de Taio Cruz
Hangover
(2011) There She Goes
(2012)
Troublemaker est une chanson electropop de Taio Cruz, il s'agit du 2e single extrait de l'album studio TY.O. Le single sort sur les plateforme de téléchargement digital le 15 août 2011 en France. La chanson a été écrite par Cruz, Steve Angello, Rami Yacoub et Carl Falk. Le clip vidéo est en ligne depuis le 10 novembre 2011.

## Genèse
Dans une interview pour le magazine Billboard, Cruz déclare que ses fans peuvent s'attendre à ce que son nouvel album contiendrait plus de pistes Dance, il s'explique « Le nouvel album sortira avant noel avec des titres plus énergiques, plus sympas, plus uptempo à l'image de 'Break You're Heart', 'Higher' et 'Dynamite'. Il y'aura sur cet album ma collaboration avec David Guetta et Ludacris mais également d'autres surprises ».

## Liste des pistes
| 1. | Troublemaker                   | 3:40 |
| 2. | Troublemaker (DJ Wonder Remix) | 4:27 |

| 1. | Troublemaker                       | 3:40 |
| 2. | Troublemaker (DJ Wonder Remix)     | 4:27 |
| 3. | Troublemaker (Vato Gonzalez Remix) | 5:04 |
| 4. | Troublemaker (JWLS Remix)          | 5:51 |

## Classement par pays
| Classement (2011)              | Meilleure position |
| ------------------------------ | ------------------ |
| Allemagne (Media Control AG)   | 7                  |
| Autriche (Ö3 Austria Top 40)   | 6                  |
| Classement (2012)              | Meilleure position |
| Australie (ARIA)               | 10                 |
| Irlande (IRMA)                 | 18                 |
| Écosse (OCC)                   | 2                  |
| Suisse (Schweizer Hitparade)   | 7                  |
| Royaume-Uni (UK R&B Chart)     | 2                  |
| Royaume-Uni (UK Singles Chart) | 3                  |

### Certifications
| Pays      | Organisme | Certification | Vente  |
| --------- | --------- | ------------- | ------ |
| Australie | ARIA      | Platine       | 70 000 |
| Suisse    | IFPI      | Platine       | 30 000 |

## Historique de sortie
| Pays        | Date             | Format                            |
| ----------- | ---------------- | --------------------------------- |
| France      | 15 août 2011     | Téléchargement digital, CD single |
| Allemagne   | 11 novembre 2011 | Téléchargement digital            |
| États-Unis  | 26 décembre 2011 | Téléchargement digital            |
| Royaume-Uni | 1er janvier 2012 | Téléchargement digital            |